# This Business of Art
This Business of Art es un álbum de Tegan and Sara, lanzado en el año 2000. Es su primer lanzamiento oficial a través de Vapor Records, aunque ya habían publicado Under Feet Like Ours de forma independiente el año anterior. Seis de las canciones que originalmente aparecieron en su predecesor, "Proud", "Hype", "Freedom", "More for Me", "Come On" y "Superstar". "Frozen" fue incluido más tarde en el 2001 relanzamiento de su álbum debut. Este álbum fue grabado en los estudios Hawksleytown y mezclado y masterizado en el sonido de Umbrella en Toronto.
"My number" fue incluida en la banda sonora de Sweet November.

## Lista de canciones
| N.º | Título         | Escritor(es) | Duración |  |
| 1.  | «The First»    | Tegan Quin   | 3:13     |  |
| 2.  | «Proud»        | Sara Quin    | 2:50     |  |
| 3.  | «Frozen»       | T. Quin      | 2:44     |  |
| 4.  | «Hype»         | S. Quin      | 3:29     |  |
| 5.  | «My Number»    | T. Quin      | 4:11     |  |
| 6.  | «All You Got»  | S. Quin      | 3:00     |  |
| 7.  | «Freedom»      | T. Quin      | 2:42     |  |
| 8.  | «Not with You» | S. Quin      | 3:33     |  |
| 9.  | «More for Me»  | T. Quin      | 3:00     |  |
| 10. | «Come On»      | S. Quin      | 3:06     |  |
| 11. | «Superstar»    | T. Quin      | 3:42     |  |